# Reggenza di Bolaang Mongondow Meridionale
La reggenza di Bolaang Mongondow Meridionale (in indonesiano: Kabupaten Bolaang Mongondow Selatan) è una reggenza dell'Indonesia, situata nella provincia di Sulawesi Settentrionale.
| Controllo di autorità | VIAF (EN) 269144783019069850559 · LCCN (EN) n2015252424 |